# Falcileptoneta secula
Espèce
Synonymes
- Leptoneta secula Namkung, 1987

Falcileptoneta secula est une espèce d'araignées aranéomorphes de la famille des Leptonetidae.

## Distribution
Cette espèce est endémique de Corée du Sud.

## Publication originale
- Namkung, 1987 : Two new cave spiders of the genus Leptoneta (Araneae: Leptonetidae) from Korea. Korean Arachnology, vol. 3, no 2, p. 83-90.